# 1905年街站
1905年街站（羅馬化：Ulitsa tysyacha devyat'sot pyatogo goda）是莫斯科地鐵塔甘卡－紅普列斯尼亞線的一個車站，站名來自於附近的一條街道。車站開通於1972年12月30日。車站日均客流量74410人。

## 外部連結
- Moscow metro official site
- metro.ru（页面存档备份，存于）
- mymetro.ru
- KartaMetro.info（页面存档备份，存于） — Station location and exits on Moscow map (English/Russian)